# 2015년 트빌리시 홍수
2015년 트빌리시 홍수(조지아어: თბილისის წყალდიდობა (2015))는 2015년 6월 14일 조지아 트빌리시에 있는 베레강에서 발생한 홍수이다. 홍수가 트빌리시 동물원을 강타하여 적어도 20명이 사망하였다.

## 피해 및 사상자
집중호우로 인해 베레강이 범람했으며, 홍수로 인해 총 20명이 사망했다. 또한, 홍수로 인해서 트리빌시 동물원이 큰 피해를 입은 상태이지만, 동물원 근로자 3명이 목숨을 잃고 말았다.